# Carnaval de Veracruz
El Carnaval de Veracruz se realiza en la ciudad y puerto de Veracruz, México. Es uno de los carnavales más reconocidos de México y el mundo. Característico por su gran tradición y alegría, es considerado «El más alegre del mundo».

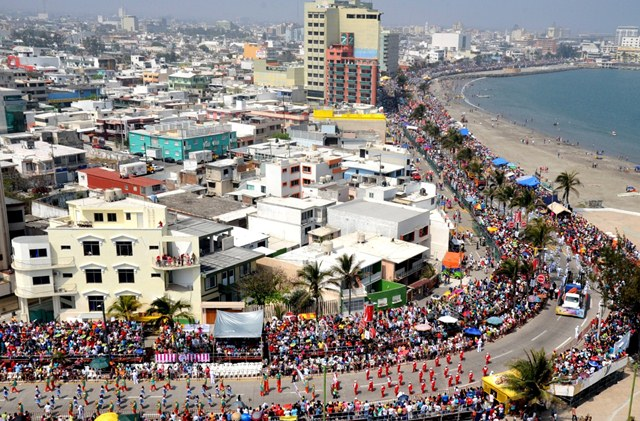
Desfile de Carnaval.

## Antecedentes
Antes de que naciera el Carnaval, en los albores de la civilización los pueblos antiguos ya usaban las máscaras, los atuendos y el concepto de alegría y festividad en los diferentes períodos del año, por lo que esta costumbre puede ser considerada como el origen de aquella fiesta. 
Durante el siglo XIX, se celebraba como una "fiesta de máscaras" y se trataba de bailes de disfraces en los mejores salones de la ciudad que los participantes aprovechaban para desfilar por las calles cuando se dirigían a estos, a la vez que pobladores y curiosos, participaban del júbilo y bullicio. 
Desde el inicio del siglo XX, los carnavales son organizados por un Comité integrado por ciudadanos voluntarios.  
En 1925 se conformó el primer Comité Directivo del Carnaval de Veracruz designando como presidente a Ildefonso Consejo; vicepresidente Rafael Loperena; Tesorero, Federico Varela; secretario José Troncoso.

## Características
Durante nueve días, los nueve anteriores al Miércoles de ceniza se realizan desfiles llenos de color que inundan sus calles con un ambiente musical y festivo, el primer evento del carnaval es la quema del "Mal Humor" en el cual es consumida en llamas una escultura que alude a los aspectos negativos del estado de Veracruz (la tristeza, violencia o el Huracán Karl), y en el noveno día se realiza el entierro de Juan Carnaval. Durante los festejos se organizan grandes bailes y fiestas de máscaras, y se interpreta el danzón tradicional del folclore de Veracruz. Su música a partir de arpas, marimbas y guitarras inunda toda la festividad al igual que la salsa y la samba siendo la primera la más popular del lugar. En los desfiles de la alegría participan comparsas tradicionales, carros alegóricos, bastoneras, batucadas, grupos de baile y danza.
Actualmente, el carnaval veracruzano se innova año con año; es decir, presenta su logotipo, tema y propaganda oficial. A su vez, la festividad cuenta con sus personajes oficiales, que representa la alegría y calidez del Jarocho: Mary Rumbas y Juan Carnaval.
Los desfiles pueden empezar en la Zona Conurbada con Boca del Río hasta el Puerto de Veracruz (3 kilómetros aproximadamente) o viceversa (el sentido cambia al término de cada desfile, si empieza en el Puerto de Veracruz el siguiente comenzará en la Zona Conurbada con Boca del Río), a lo largo del Bulevar Manuel Ávila Camacho, además de disponer de un Desfile Náutico que se suele realizar antes del primer paseo. En ediciones anteriores al 2020 se realizaban de seis a siete desfiles mientras que la edición del 2020 fue de cinco desfiles, normalmente en el último desfile se presentan los carros alegóricos, comparsas, batucadas y bastoneras que recibieron premio (1.º, 2.º o 3.er lugar respectivamente así como otros reconocimientos) otorgado por el Comité Directivo del Carnaval de Veracruz.

## Fechas relevantes
- 1 de febrero de 1925: Nombramiento del Primer Comité Directivo del Carnaval de Veracruz, y la primera Reina fue la señorita Lucha Raigadas.
- 1926: Nace la figura del Rey Feo del Carnaval, hoy Rey de la Alegría, siendo en ese año Carlos Puig “Papiano”.
- 1942: Se eligió por primera vez a la Reina Infantil.
- 1945: Se aprobó por primera vez el proyecto de iluminación de los carros alegóricos. Siendo Gobernador del Estado Adolfo Ruiz Cortines, realizándose así el primer desfile nocturno por las principales calles de la ciudad.

## Reinas del Carnaval de Veracruz (1925-2025)
- 1925: Lucha Raigadas[4]
- 1926: Lucha Fentanes
- 1927: Estela Corella
- 1928: Raquel Nieto
- 1929: Carmela Ortiz Revuelta
- 1930: Chata Zamudio
- 1931: Olga Maraboto
- 1932: Charo Milchorena
- 1933: Carmela Vargas
- 1934: Lilia Meléndez
- 1935: Beatriz Loyo Díaz
- 1936: María Eugenia Pérez
- 1937: Pilar Castro
- 1938: Lilia Gareli
- 1939: Nena Flores
- 1940: Mariquilla Malpica
- 1941: Mimí García Barna
- 1942: Elena Moreno Simo
- 1943: Martha Acosta
- 1944: Elena Medina
- 1945: Chacha Rodríguez
- 1946: Ingrid Cederwal
- 1947: Socorrito Graham
- 1948: Bertha Reynaud
- 1949: Blanca Aurora Prado
- 1950: Rocío Beceiro
- 1951: Socorrito Ranero
- 1952: Meche Montejo
- 1953: Rosa Elena Belchez
- 1954: Elenita Duran
- 1955: Judith Soto Montanar
- 1956: Memina Herrerías
- 1957: Jaqueline Reynaud
- 1958: Margarita Valencia
- 1959: Olga Garduño
- 1960: Lourdes Aguilar
- 1961: María Cristina Arias
- 1962: Tarsila Morales Oro
- 1963: Tita Sousa Escamilla
- 1964: Juanita Káiser
- 1965: Olga Exome
- 1966: Evangelina Alomia
- 1967: Aída Flandes
- 1968: Esbeydi Mondragón
- 1969: Nena de La Reguera
- 1970: Alice Eusa Dobbie
- 1971: Eloína Díaz
- 1972: María Elena López
- 1973: Elsy Hernández
- 1974: Charo Ma. Rodríguez
- 1975: Patty Hernández
- 1976: Makabe Tiburcio Andrade
- 1977: Cecilia Verde Andrade
- 1978: Cristina Vives
- 1979: Jannette Gándara
- 1980: Gloria Montejo
- 1981: Marianella Hernández
- 1982: Lucy Hernández Jalil
- 1983: Evangelina Tejera
- 1984: Liliana Capellini
- 1985: Carmelina Priego Medina
- 1986: Emilia Labourdette
- 1987: Rocío Briseño
- 1988: Marilú Cevallos
- 1989: Patty Ajo Castillo
- 1990: Mercedes Benz
- 1991: Katia Fialdini
- 1992: Pilar Carlo
- 1993: Yuridia "Yuri" Valenzuela
- 1994: Luz de Carmen García
- 1995: Vanessa Malpica Jimenez
- 1996: Anilú Álvarez Lara
- 1997: Silvia González Aubry
- 1998: Claudia Morando Bolio
- 1999: Anilú Ingram Vallines
- 2000: Paulina Reyes Leo
- 2001: Katya Terán Coleman
- 2002: Adriana Fonseca
- 2003: Vanessa Torres
- 2004: Rosario Souza
- 2005: Mago Rodal
- 2006: Tricia Veci Ávila
- 2007: Andrea Macías
- 2008: Karla Michelle García
- 2009: Minerva Freyre Morales
- 2010: Cinthya Covarrubias
- 2011: Aída Cuenca Gamboa
- 2012: Yarizet Santamaría Rodríguez
- 2013: Carmelina Chávez Priego
- 2014: Marisol Águilar Gómez
- 2015: Dalin Usla González
- 2016: Priscila Valencia Leal
- 2017: Rossana Ortega Campos
- 2018: Carolina Ocampo Hagmahier
- 2019: Ilse Gabriela Riande Sagaón
- 2020: Kerem Happuc Juárez Sánchez
- 2021: Caritina Hernández Viveros
- 2022: Yeri Cruz Varela (Yeri Mua)
- 2023: Paola Itzel Cárdenas Hernández
- 2024: Yuridia Valenzuela Canseco (Yuri)
- 2025: Adriana Fonseca Castellanos

## Evangelina Tejera Bosada, reina asesina
Nacida en Veracruz 1965 fue elegida como la Reina del Carnaval de Veracruz 1983, fue famosa incluso por llegar al programa más visto de México en aquel entonces, Siempre en domingo, se dice que no pudo aguantar esa fama y la llevó a los excesos ofreciendo fiestas de la alta sociedad donde el alcohol, las drogas y el sexo abundaban, debido a esto su familia la echó y decidió alojarse en el departamento 501 del antiguo edificio de la Lotería Nacional donde siguió ofreciendo sus fiestas, tuvo dos hijos: Juan Miguel Tejera Bosada y Jaime Tejeda Bosada (cuyo padre era desconocido y por ende, sin su apellido), se dice que Evangelina escondía a sus hijos en su cuarto encerrándolos para drogarse con sus amigos e inclusive los dejaba sin comer por días producto de su adicción y problemas económicos (su familia le retiró el apoyo). 
El 18 de marzo de 1989, en un ataque de ira inducido por las drogas, Evangelina empezó a golpear a su hijo Jaime de sólo 3 años para después tomarlo de los pies y azotarlo contra la pared y el suelo causándole desangramiento, fractura del cráneo y exposición de masa encefálica. Después tomó a Juan de sólo 2 años para golpearlo de la misma manera que a su hermano causándole la muerte, para evitar ser descubierta decidió meter los cadáveres en el horno para (según ella) incinerarlos pero solamente consiguió cocinarlos así que empezó a descuartizar los cuerpos para enterrarlos en las macetas de su balcón, sin culpa alguna continuó ofreciendo sus fiestas.
Los asistentes preguntaban por sus hijos a lo que respondía que se habían ido con su padre, sin embargo, su hermano Juan Miguel empezó a dudar de lo que respondía Evangelina al ver la ropa de sus hijos que aún permanecía en su departamento, tiempo después confesó su crimen. Su hermano la denunció ante las autoridades quienes encontraron los restos en completa descomposición. 
Evangelina fue recluida en el penal Ignacio Allende en Veracruz, se adaptó tan bien que dio clases de aerobics y fue nombrada reina del carnaval de los presos. En Pacho Viejo, una prisión en Perote, a donde fue transferida, conoció a su futuro esposo Óscar Sentíes Alfonsín “el Güero Valli”. Este personaje vinculado con el Cartel del Golfo era el encargado de controlar parte del tráfico de drogas dentro de la prisión. La pareja vivió su idilio en varias prisiones gracias a las influencias del Güero. Hasta que éste fue asesinado en una celda de castigo, donde se encontraba por haber organizado un motín en Coatzacoalcos.
Recibió su pre-liberación en 2008, no se sabe qué fue de ella, ni su paradero.

## Reyes del Carnaval de Veracruz (1926-2025)
- 1926: Carlos Puig[8]
- 1927: Rafael Llinas
- 1928: Epifanio Martínez
- 1929: “Tiburón”
- 1930: Evaristo Quevedo
- 1931: Joaquín Pérez Tejada
- 1932: “El Cura”
- 1933: Antonio Del Moral
- 1934: David Rodríguez
- 1935: Diego Fernández
- 1936: “Chome”
- 1937: “Chato Dinamo”
- 1938: “Cuadropintao”
- 1939: Antonio Ruiz
- 1940: “Chico Changote”
- 1941: “Zapotillo”
- 1942: Juan Domínguez
- 1943: “Coronita”
- 1944: Jorge Pérez
- 1945: Amadeo Sánchez
- 1946: Oscar Aguirre
- 1947: “Cara de Nona”
- 1948: Jesús Marín
- 1949: Fernando Álvarez
- 1950: “Loco Viviano”
- 1951: “Manotas”
- 1952: Memo Aquino
- 1953: José Pérez de León "Popocha"
- 1954: Ramón Iglesias "El pasudo"
- 1955: Bonifacio Santiesteban
- 1956: “Piquin Pao”
- 1957: Polo Díaz
- 1958: Hugo Rosas
- 1959: “Cantinflas”
- 1960: Antonio Paramo
- 1961: Ricardo Rangel
- 1962: “Bello Leandro”
- 1963: “Chilaquiles”
- 1964: “Chatarra”
- 1965: Eutiquio Domínguez
- 1966: Ignacio Vargas
- 1967: Luis Álvarez
- 1968: “Pinolillo”
- 1969: Rolando Cortes
- 1970: Raúl Montor
- 1971: “Shilinski”
- 1972: Anastasio Camargo
- 1973: “Porrista”
- 1974: Ángel Fuentes
- 1975: Enrique de la Fuente
- 1976: “Loco Toñin”
- 1977: “Capulina”
- 1978: Javier Flores
- 1979: Rafael Torres
- 1980: Aurelio Aurel
- 1981: Santiago Arias
- 1982: Daniel Rergis
- 1983: Octavio Mardones
- 1984: Pablo Montes de Oca
- 1985: Pedro Matías
- 1986: “Cara de Garrote”
- 1987: Ricardo Gonzales Gutiérrez
- 1988: Ubaldo García
- 1989: Julio Muñoz
- 1990: Eligio Campos
- 1991: Jorge González
- 1992: Francisco González
- 1993: Gregorio Rodríguez
- 1994: Luis Andrade
- 1995: Rafael López
- 1996: René de la Fuente
- 1997: Ricardo Gonzales Gutierres
- 1998: Jorge Franco
- 1999: Rubén Acosta
- 2000: Adrián de la Cruz
- 2001: Alberto Ruiz
- 2002: Armando Rodríguez
- 2003: Luis Contreras
- 2004: Ignacio Gómez
- 2005: Raúl Castillo
- 2006: Miguel Alfonso
- 2007: Julio Cazarín
- 2008: Gustavo Delgado
- 2009: Eduardo Santamarina
- 2010: Fabrizio Aguirre
- 2011: José Antonio Montenegro
- 2012: Marcos Miranda
- 2013: “Chacharitas I”
- 2014: Tirone José Gonzales Orama
- 2015: Antonio Francisco Pérez Leal
- 2016: Tomás Rojas
- 2017: Alejandro Hernández Gayosso
- 2018: Ángel A. Atristáin Hernández
- 2019: Víctor René Morales Azamar
- 2020: David G. Monteclaro Hernández
- 2021: José Manuel Culell Meza
- 2022: Brian Villegas (Paponas)
- 2023: Julio César García Vargas
- 2024: Esteban Ruiz Ramírez Rojano
- 2025: Juan Córdoba (Panda)